# Pinhão (kommun i Brasilien, Sergipe)
Pinhão är en kommun i Brasilien.   Den ligger i delstaten Sergipe, i den östra delen av landet, 1 200 km nordost om huvudstaden Brasília. Antalet invånare är 5 973. Arean är 156 kvadratkilometer.
Terrängen i Pinhão är platt åt nordost, men åt sydväst är den kuperad.
Omgivningarna runt Pinhão är huvudsakligen savann. Runt Pinhão är det ganska tätbefolkat, med 60 invånare per kvadratkilometer.